# (6178) 1986 DA
(6178) 1986 DA est un astéroïde Amor de type M qui a été découvert par Minoru Kizawa le 16 février 1986. Il est de composition métallique[réf. nécessaire].

## Compléments